# Pallavolo Ornavasso
Pallavolo Ornavasso, włoski żeński klub siatkarski powstały w 1995 w Ornavsso. Klub występuje w rozgrywkach Serie A1 pod nazwą Openjobmetis Ornavasso, do której po raz pierwszy w historii awansował w 2013.

## Kadra zawodnicza

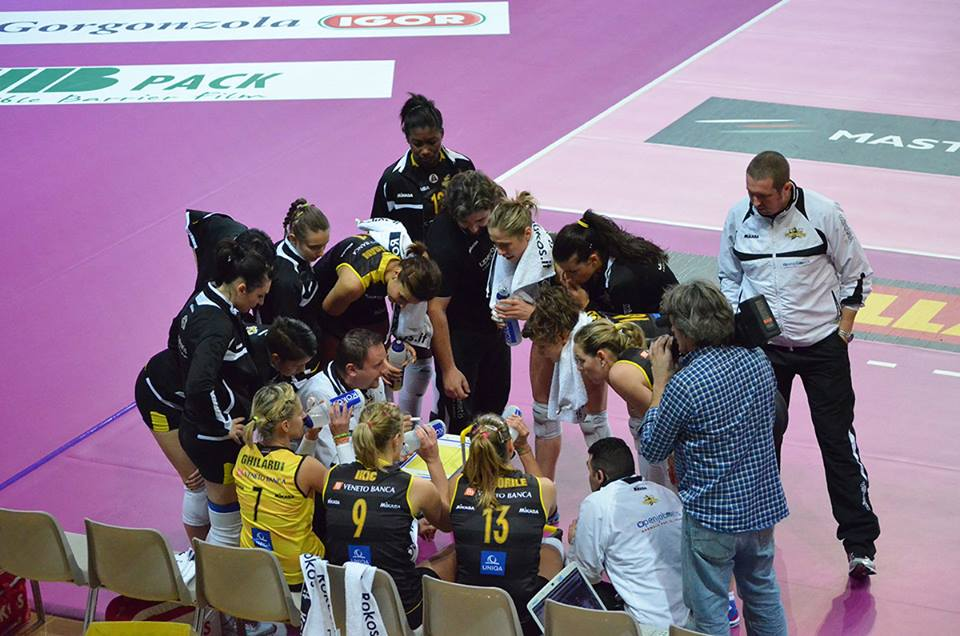
Zawodnoczki Pallavolo Ornavasso w sezonie 2013/2014

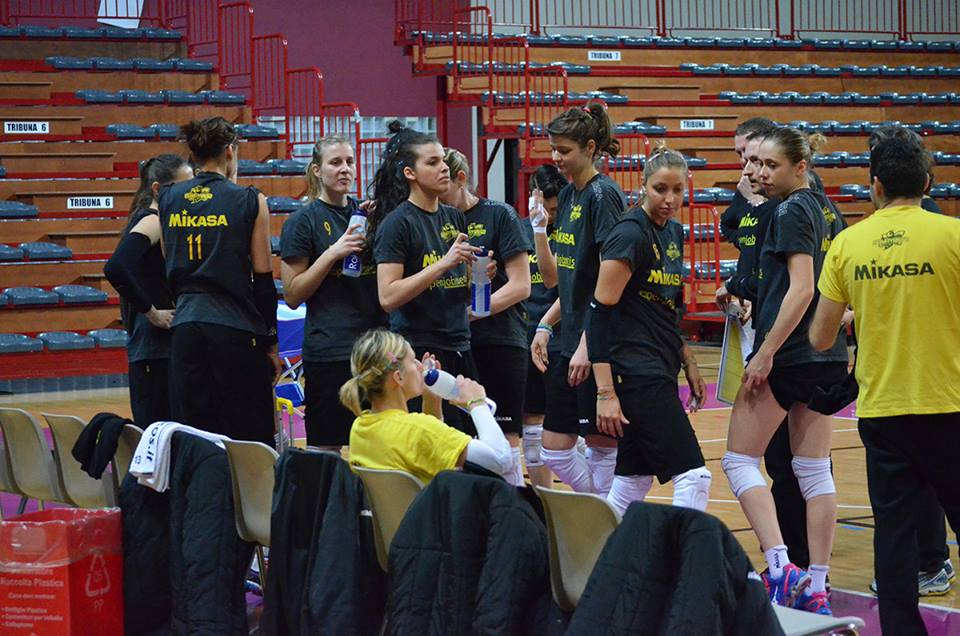
Zawodnoczki Pallavolo Ornavasso w sezonie 2013/2014

### Sezon 2013-2014
- 2.  Silvia Baradel
- 3.  Giulia Pisani
- 4.  Serena Moneta
- 5.  Nikola Šenková
- 7.  Alessia Ghilardi
- 9.  Matea Ikić
- 10. Federica Tasca
- 11. Daiana Mureșan
- 12. Ivonne Montaño
- 13. Noemi Signorile
- 15. Maria Gloder
- 16. Cristina Chirichella
- 17. Sara Loda